# 陈邦贤
陈邦贤（1889年—1976年），字冶愚、也愚，晚号红杏老人，男，江苏丹徒人，中国医史学家。

## 生平
曾任农工党中央委员，第四届全国政协委员。